# Estación de Facture-Biganos
La estación de Facture-Biganos es una estación ferroviaria francesa de la línea Burdeos-Irún, situada en la comuna de Biganos, en el departamento de Gironde, en la región de Aquitania. Por esta pequeña estación circulan tanto trenes de alta velocidad, como de grandes líneas, media distancia y regionales.

## Historia
Fue inaugurada en 1841 por la compañía de ferrocarril de Burdeos hasta La Teste.  En 1938 las seis grandes compañías privadas que operaban la red se fusionaron en la empresa estatal SNCF. Desde 1997 la gestión de las vías corresponde a la RFF mientras que la SNCF gestiona la estación.
La estación fue protagonista de un récord de velocidad logrado el 28 de marzo de 1955 en el cual una locomotora CC 7100 de la marca Alsthom logró alcanzar los 320,60 km/h en un recorrido entre Facture-Biganos y Morcenx.

## Descripción
Esta estación se compone de dos andenes laterales y de dos vías. Dispone de refugios cubiertos para los pasajeros, de atención comercial continua y de máquinas expendedoras de billetes.

## Servicios ferroviarios

### Alta Velocidad
- Línea Arcachon - París. Tren TGV.

### Grandes Líneas
- Línea Irún - París. Tren Lunéa.

### Media Distancia
- Línea Tarbes / Hendaya / Irún - Burdeos. Tren Intercités

### Regionales
Los trenes regionales TER enlazan las siguientes ciudades:
- Línea Burdeos - Arcachon.
- Línea Burdeos - Mont-de-Marsan.
- Línea Burdeos - Hendaya.